# Centruroides edwardsii
Espèce
Synonymes
- Scorpio edwardsii Gervais, 1843
- Scorpio degeerii Gervais, 1844
- Tityus ducalis C. L. Koch, 1844
- Centrurus gambiensis Karsch, 1879
- Centruroides margaritatus septentrionalis Hoffmann, 1932
- Rhopalurus danieli Prado & Rios-Patiño, 1940

Centruroides edwardsii est une espèce de scorpions de la famille des Buthidae.

## Distribution
Cette espèce se rencontre au Mexique, au Salvador, au Honduras, au Nicaragua, au Costa Rica et en Colombie.
Elle a été introduite au Sénégal et à Cuba.

## Description
Le mâle décrit par Armas, Teruel et Kovařík en 2011 mesure 100,00 mm et les femelles 77,05 mm et 88,90 mm. Centruroides edwardsii mesure de 60 à 110 mm.

## Systématique et taxinomie
Cette espèce a été décrite sous le protonyme Scorpio edwardsii par Gervais en 1843. Elle est placée en synonymie avec Centruroides margaritatus par Pocock en 1893. Elle est relecée de synonymie par Armas, Teruel et Kovařík en 2011 qui dans le même temps placent Scorpio degeerii, Tityus ducalis, Centrurus gambiensis, Centruroides margaritatus septentrionalis et Rhopalurus danieli en synonymie.

## Étymologie
Cette espèce est nommée en l'honneur de Henri Milne Edwards.

## Publication originale
- Gervais, 1843 : « Les principaux résultats d’un travail sur la famille des Scorpions. » Société philomathique de Paris. Extraits des procès-verbaux des séances, vol. 5, no 7, p. 129−131 (texte intégral).